# Bamangud, Shorapur
Bamangud là một làng thuộc tehsil Shorapur, huyện Gulbarga, bang Karnataka, Ấn Độ.